# Nadya Ortiz
Nadya Karolina Ortiz (Ibagué, 20 de octubre de 1986), más conocida como Nadya Ortiz, es una ajedrecista colombiana. En 2011, obtuvo el título de Gran Maestra, convirtiéndose en la primera ajedrecista colombiana en lograr dicho reconocimiento.

## Primeros años y estudios
Ortiz nació en la ciudad de Ibagué, capital del departamento del Tolima. Su padre le enseñó a jugar ajedrez a la edad de seis años. Tras graduarse de básica secundaria, empezó a estudiar ingeniería eléctrica en la Universidad de Ibagué, pero más tarde obtuvo una beca de ajedrez en la Universidad de Texas en Brownsville. Se graduó en diciembre de 2011 y posteriormente cursó estudios de seguridad informática en la Universidad Purdue en Indiana.

## Carrera
En 1999 ganó el campeonato escolar colombiano Sub-12 en la ciudad de Pereira. En 2001 ganó el torneo individual femenino nacional en la ciudad de Medellín, y dos años después el campeonato panamericano Sub-18 femenino en Bogotá. Por esta victoria recibió el título de Maestro Internacional. En 2005 se coronó campeona en el campeonato centroamericano juvenil femenino Sub-20 celebrado en Bridgetown, Barbados. Un año después fue reconocida por la Asociación Colombiana de Periodistas Deportivos como la mejor deportista tolimense del año 2006.
Representando a su país jugó en las Olimpiadas de ajedrez de 2000 en el tercer tablero, de 2002 en el segundo tablero y de 2004, 2006, 2008 y 2010 en el tablero superior, con un resultado global positivo de 39 puntos en 70 juegos. En 2011 obtuvo el título de Gran Maestra, convirtiéndose en la primera ajedrecista colombiana en lograr dicho reconocimiento.